# J. Duncan M. Derrett
J. Duncan M. Derrett (vollständiger Name John Duncan Martin Derrett, * 30. August 1922 in London; † 21. Oktober 2012 in Blockley, Cotswold) war ein britischer Rechtswissenschaftler und Orientalist.

## Leben
Nach dem Kriegsdienst in Indien (1942–1945) studierte Derrett indische Geschichte und Religion am Jesus College (Oxford) und an der School of Oriental and African Studies und schloss mit der Promotion ab. Von 1965 bis zu seiner Emeritierung 1982 war Professor für Orientalisches Recht am University College London.
Derrett beschäftigte sich besonders mit dem indischen Rechtsdenken, mit christlicher und buddhistischer Lehre und deren Gemeinsamkeiten. Er verfasste zahlreiche Monografien und Aufsätze, die teilweise in mehrere Sprachen übersetzt wurden.